# Tous ceux qui tombent (ouvrage)
Tous ceux qui tombent : Visages du massacre de la Saint-Barthélemy est un ouvrage rédigé par Jérémie Foa et paru en 2021 à La Découverte.

## Rédaction
Jérémie Foa affirme avoir déduit le mécanisme du massacre entre voisins de la Saint-Barthélemy après l'avoir découvert à partir des travaux d'Hélène Dumas sur le génocide des Tutsi.
La rédaction de l’ouvrage repose sur l’utilisation de documents d’archives, principalement des minutes de notaires et des sources judiciaires,.
Jérémie Foa utilise les archives parisiennes, mais aussi celles d’autres villes telles que Rouen, Bordeaux, Toulouse ou Lyon.

## Contenu
L’ouvrage se structure en 26 courts chapitres, chacun se focalisant sur un cas particulier. Le dernier chapitre traite du destin des acteurs du massacre après avoir décrit leur situation, leur origine et leurs motivations. De nombreux extraits issus des archives sont utilisés.
Contrairement aux ouvrages qui jusque-là ne traitent la Saint-Barthélemy que sous l’angle de la responsabilité de dirigeants telle que Catherine de Médicis, celui de Jérémie Foa raconte l’histoire des bourreaux et victimes anonymes en montrant qu'un conditionnement progressif des uns a amené au massacre des autres sans préméditation,.
Jérémie Foa montre que les grands dirigeants n'auraient pu éliminer les protestants, dont ils ne connaissent pas les adresses individuelles, que les tueurs et les victimes sont voisins et se connaissent très souvent, et enfin, qu'une majorité de Parisiens est restée passive, n'a pas participé au massacre et l'a ignoré,.
L'ouvrage explique que les responsables de ce massacre de milliers de personnes sont peu nombreux. Parmi les miliciens y ayant participé, est évoqué notamment Thomas Croizier, coupable de l'assassinat d'au moins 400 personnes mais non condamné, réussissant même une ascension sociale par la suite.

## Distinction
Jérémie Foa obtient en 2022 le Prix de la contre-allée pour son ouvrage. Il a obtenu cinq des neuf voix du jury de l'Institut Histoire et Lumières de la pensée. Il est le premier lauréat de ce prix,.
La même année, il obtient le Prix lycéen du livre d'histoire, remis à Blois le 8 octobre 2022.